# Стих
Стих (др.-греч. ὁ στίχος — ряд, строй), стиховедческий термин, используемый в нескольких значениях:
- художественная речь, организованная делением на ритмически соизмеримые отрезки; поэзия в узком смысле; в частности, подразумевает свойства стихосложения той или иной традиции («античный стих», «стих Ахматовой» и т. п.);
- строка стихотворного текста, организованная по определённому ритмическому образцу («Мой дядя самых честных правил»).

## Стих в античном стихосложении
Термин восходит к античному метрическому и силлабо-метрическому стихосложению. В этих системах, основанных на оппозиции долготы-краткости гласных, последовательность долгих и коротких слогов сама по себе создавала ритмический образец. Такие повторяющиеся образцы являлись структурными элементами текста и делили его на сегменты:
1. заданная последовательность слогов (обычно от двух до пяти) называлась стопой;
2. заданная последовательность стоп (обычно от четырёх до одиннадцати) называлась стихом;
3. заданная последовательность стихов (обычно от двух до четырёх) называлась строфой.

Стих делится на метры — группы стоп, объединённые иктом, ритмическим ударением. В стихах, состоящих из трех- и более сложных стоп, метром бывает одна стопа (напр. дактилический метр —́UU). В стихах, состоящих из двусложных стоп, метром бывает группа как из одной, так из двух стоп (напр. ямбический метр U—́ ¦ U—); при этом икт падает на сильную долю первой стопы.
Стихи рассматриваются по составу метра и по количеству метров. Стихи принято делить сначала по составу метра (стихи с двустопным метром, стихи с одностопным метром), затем по количеству метров.

### Стихи с двустопным метром
Стихи с двустопным метром, т. н. диподии (др.-греч. ἡ διποδία, двустопие):
- мономе́тр (μονομετρος, одноразмерный)
напр. ямбический метр, U—́ ¦ U—
- диме́тр (ὁ δίμετρος, двуразмерный)
напр. ямбический диметр, U—́ ¦ U— | U—́ ¦ U—
- триме́тр (τρίμετρος, трехразмерный)
напр. ямбический триметр, U—́ ¦ U— | U—́ ¦ U— | U—́ ¦ U—

- тетра́метр (τετράμετρος, четырёхразмерный)
напр. трохеический тетраметр —́U ¦ —U | —́U ¦ —U | —́U ¦ —U | —́U ¦ —U
- пента́метр (πεντάμετρος, пятиразмерный)
напр. трохеический пентаметр, —́U ¦ —U | —́U ¦ —U | —́U ¦ —U | —́U ¦ —U | —́U ¦ —U

### Стихи с одностопным метром
- тетраметр (τετράμετρος, четырёхразмерный)
напр. дактилический каталектический тетраметр, —UU | —UU | —UU | —U
- пентаметр (πεντάμετρος, пятиразмерный)
напр. дактилический пентаметр (т. н. элегический пентаметр), —UU | —UU | — | —UU | —UU | —
- гекза́метр (ἑξάμετρος, шестиразмерный)
напр. дактилический каталектический гекзаметр, —UU | —UU | —UU | —UU | —UU | —U
- гепта́метр (ἑπτάμετρος, семиразмерный)
напр. Архилохов гептаметр, —UU | —UU | —UU | —UU | —U | —U | —U
- октона́р (ὀκτώμετρος, восьмиразмерный)
напр. ямбический октонар, U—́ | U—́ | U—́ | U—́ | U—́ | U—́ | U—́ | U—́
- дека́метр (δέκαμετρος, десятиразмерный)
напр. ионический декаметр, UU—́— × 10

Стихи с одностопным метром, то есть когда стопа одновременно является метром, могут также называться по количеству стоп:
- монопо́дия (ἡ μονοποδία, одностопие)
напр. трохеическая, —U
- дипо́дия (ἡ διποδία, двустопие)
напр. кретическая, — U— | , то есть кретический диметр
- трипо́дия (ἡ τρίποδία, трехстопие)
напр. хориямбическая, —UU— | —UU— | —UU—, то есть хориямбический триметр
- тетрапо́дия (ἡ τετράποδία, четырёхстопие)
напр. бакхическая, U—— | U—— | U—— | U——, то есть бакхический тетраметр
- пентапо́дия (ἡ πεντάποδία, пятистопие)
напр. кретическая, — U— | — U— | — U— | — U— | — U—, то есть кретический пентаметр
- гексапо́дия (ἡ ἑξάποδία, шестистопие)
напр. анапестическая, UU— | UU— | UU— | UU— | UU— | UU—, то есть анапестический гекзаметр

### Акаталектика, каталектика
Любой стих может быть акаталектическим и каталектическим:
- акаталектический — стих, в котором все стопы сохраняются без изменений; напр. дактилический акаталектический тетраметр, —UU | —UU | —UU | —UU;
- каталектический — стих, в котором длина последней стопы уменьшена; напр. дактилический каталектический гекзаметр, —UU | —UU | —UU | —UU | —UU | —U;

Кроме того, стих может быть гиперкаталектическим, в котором длина последней стопы увеличена; напр. гиперкаталектический дактилический диметр: —UU | —UU—. Однако понятие гиперкаталектикого стиха в известной мере условно, так как гиперкаталектический стих принято рассматривать как каталектический большего размера, напр. гиперкаталектический дактилический диметр как каталектический дактилический триметр, —UU | —UU | —.

### Логаэдический стих
Логаэдический стих (тж. логаэд; от др.-греч. λογᾰοιδικός — прозаически-стихотворный), в силлабо-метрическом стихосложении — стих, образованный сочетанием 3-сложных 4-морных стоп (дактиль, анапест и т. п.) с 2-сложными 3-морными (ямб, хорей и т. п.); в тоническом — стих, внутри которого ударения располагаются с неравномерными слоговыми промежутками, повторяющимися из стиха в стих. Пример силлабо-метрических логаэдов:
- Алкеев одиннадцатисложный стих, U ¦ —U | —U | —UU | —UU
- Малый сапфический стих, —U | —U | —UU | —U | —U

Силлабо-метрические логаэды изначально не рассматривались как состоящие из каких-либо отдельных стоп и считались неделимой ритмической единицей. Деление на стопы возникло для удобства анализа логаэдов, особенно сложных, напр. Большого сапфического, —U | —U | —UU ¦ — | —UU | —U | —U.